# Bavete-de-cauda-curta
O bavete-de-cauda-curta, ou simplesmente bavete, tentilhão-das-ervas-de-cauda-curta, babete-de-cauda-curta, ou passarinho-de-garganta-preta é uma ave passeriforme da família Estrildidae. Ocorre naturalmente nas pastagens e campos abertos da Austrália, mas é internacionalmente comercializado como pássaro de estimação. Por este mesmo motivo (embora sua população natural esteja em declínio) a espécie não corre nenhum risco de extinção. suas principais ameaças na natureza são: agricultura, pecuária, mudanças no clima, incêndios em demasia e o aumento da população de ervas daninhas invasoras. Não é uma ave migratória.

## Hábitos e características gerais
Tem como características físicas uma cabeça levemente azulada, com uma faixa preta abaixo. Sua barriga leva um tom marrom, enquanto sua cauda é preta também. Como tem hábitos diurnos em um ambiente árido, como são os campos abertos australianos, costuma beber água com certa frequência. A identificação dos sexos é relativamente difícil, pois talvez a única diferença seja que a fêmea tem sua mancha preta no pescoço um pouco menor do que o macho. No outono e primavera costumam iniciar o acasalamento. Fazem seus ninhos com grama, plumas, penas e sementes, ou simplesmente ocupam um ninho feito por outro Poephila cincta. 

### Dieta
O Bavete costuma se alimentar principalmente de diversas espécies de gramíneas, sementes e ocasionalmente insetos, geralmente aracnídeos e Formigas. Para tanto, podem se aproveitar de queimadas para capturar esses e outros insetos que fugirão do fogo. Ainda podem ingerir cupins alados, na época do acasalamento dos últimos, quando milhões lotam os ares. Mesmo assim, sua dieta baseia-se em sementes, retirando-as diretamente da planta.

### Subespécie
O Bavete (Phoephila cincta) tem diversas subespécies, como: Poephila cincta atropygialis, Poephila cincta nigrotecta, Poephila cincta vinotinctus, porém o mais popular é o Poephila cincta cincta (Tentilhão-de-garganta-preta). Se distingue das demais subespécies principalmente pelos fatos de que vive mais ao sul da Austrália e que sua coloração, de um modo geral é de um tom menos opaco. Habita áreas com diversas gramíneas e eucaliptos e  perto de áreas alagadas ou semi-alagadas, pois assim como a espécie, precisam tomar diariamente água. Seu tamanho corporal geralmente não ultrapassa os 12 cm de comprimento, com aproximadamente 15 gramas de massa. Já foi encontrado no estado de Queensland até o distrito de Inverell.

### Pássaro sociável
Assim como quase todos os Granívoros (aves que se alimentam predominantemente de sementes e plantas), a espécie é extremamente sociável, convivendo em bandos de até 40 indivíduos,  apenas se separando quando se inicia a época do acasalamento. Isso é uma característica importante para seu desenvolvimento, a exemplo Periquitos e tantas demais aves que  necessitam do bando para quase tudo: procurar alimento, acasalar, fugir de predadores, buscar água, etc.O bando também auxilia quando precisam se retira de determinada região, geralmente por causa das secas, cada vez mais comuns  em seu ambiente.

## Animal doméstico

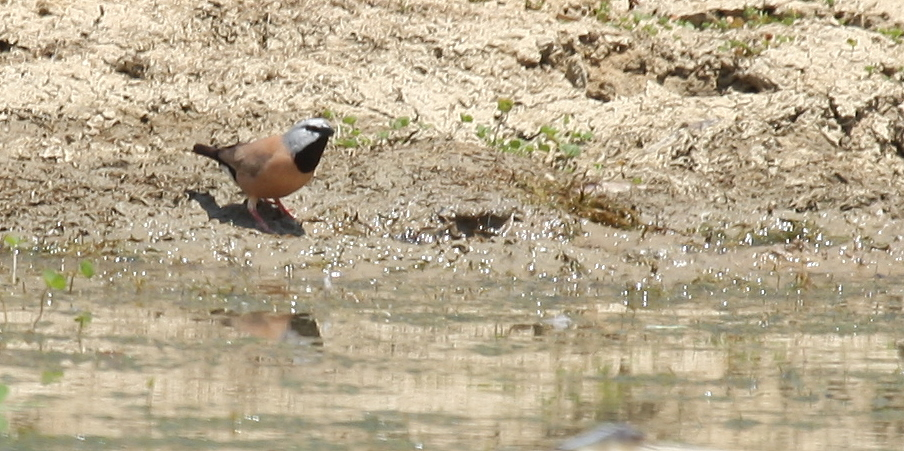
Phoephila cincta perto de um Curso de água

Assim como diversas aves australianas, o Bavete é conhecido mundialmente como um animal doméstico e de exposição,  principalmente por sua aparência, a fácil adaptabilidade a ambientes não-naturais e o fato de ser um pássaro Granívoro, ou seja, uma ave que necessita de uma dieta geralmente barata no mercado e que faz fezes secas, o que contribui para a higiene,  pode ser amansado e que convive de forma pacífica com outras aves. Os locais ideias para sua criação são: viveiros ou gaiolas de 70 cm de comprimento x 40 de largura e 30 cm de fundo. Nelas, costumam reproduzir em ninhos de madeira de 15 cm de lado, onde põe de 5 á 6 ovos. A postura dura aproximadamente de 12 a 13 dias.
Em novembro de 2019 foi escolhido como Pássaro do ano australiano através de uma votação.